# Iván Fomín
Iván Aleksándrovich Fomín (Oriol, 3 de febrero de 1872 - Moscú, 12 de junio de 1936) fue un arquitecto, profesor, historiador de arquitectura ruso y soviético. Comenzó su carrera en 1899 en Moscú, trabajando en estilo Art Nouveau. Después de mudarse a San Petersburgo en 1905, se convirtió en el principal maestro del movimiento del revival neoclásico. Después de la Revolución Rusa de 1917, Fomin desarrolló una adaptación soviética del neoclasicismo, elaboró la teoría y la práctica del clasicismo proletario y se convirtió en uno de los principales contribuyentes a una fase temprana de la arquitectura estalinista conocida como posconstructivismo (según Selim Jan-Magomédov,  fue uno de los dos precursores, siendo el otro Iliá Gólosov). El posconstructivismo se define «como formas clásicas sin detalles clásicos», un intento de reinventar un nuevo estilo para reemplazar al orden clásico. Fomin finalmente se dispuso a favor del verdadero neoclasicismo (como hizo toda la arquitectura estalinista).
Fue padre del arquitecto Ígor Fomín (1904-1989) y de la artista gráfica Iraída Fominá (1906-1964).

## Primeros años
Nacido en Oriol, Fomín recibió una educación clásica en el Alexander Gymnasium de Riga, donde se graduó en 1890.  Estudió matemáticas en la Universidad de Moscú, que dos años más tarde abandonó. En 1894, se unió a la Academia Imperial de las Artes de San Petersburgo, pero fue expulsado en 1896 por actividades políticas. Continuó sus estudios en la Escuela de Pintura, Escultura y Arquitectura de Moscú, luego en París. Después de un año de estudios en Francia, Fomín se instaló en Moscú y pasó las pruebas para obtener una licencia de contratista.
Trabajó para Lev Kékushev y Fiódor Schechtel, dos grandes maestros del Art Nouveau. Schechtel lo asignó al proyecto del Teatro de Arte de Moscú, que expuso a Fomín al público y finalmente le trajo sus primeros encargos propios. En 1900, por encargo de la Sociedad Anónima de Construcción y Comercio de Moscú, construyó su primer edificio en Skatertny Lane; posteriormente participó en otros edificios de la Sociedad.

## Art Nouveau (1899-1903)

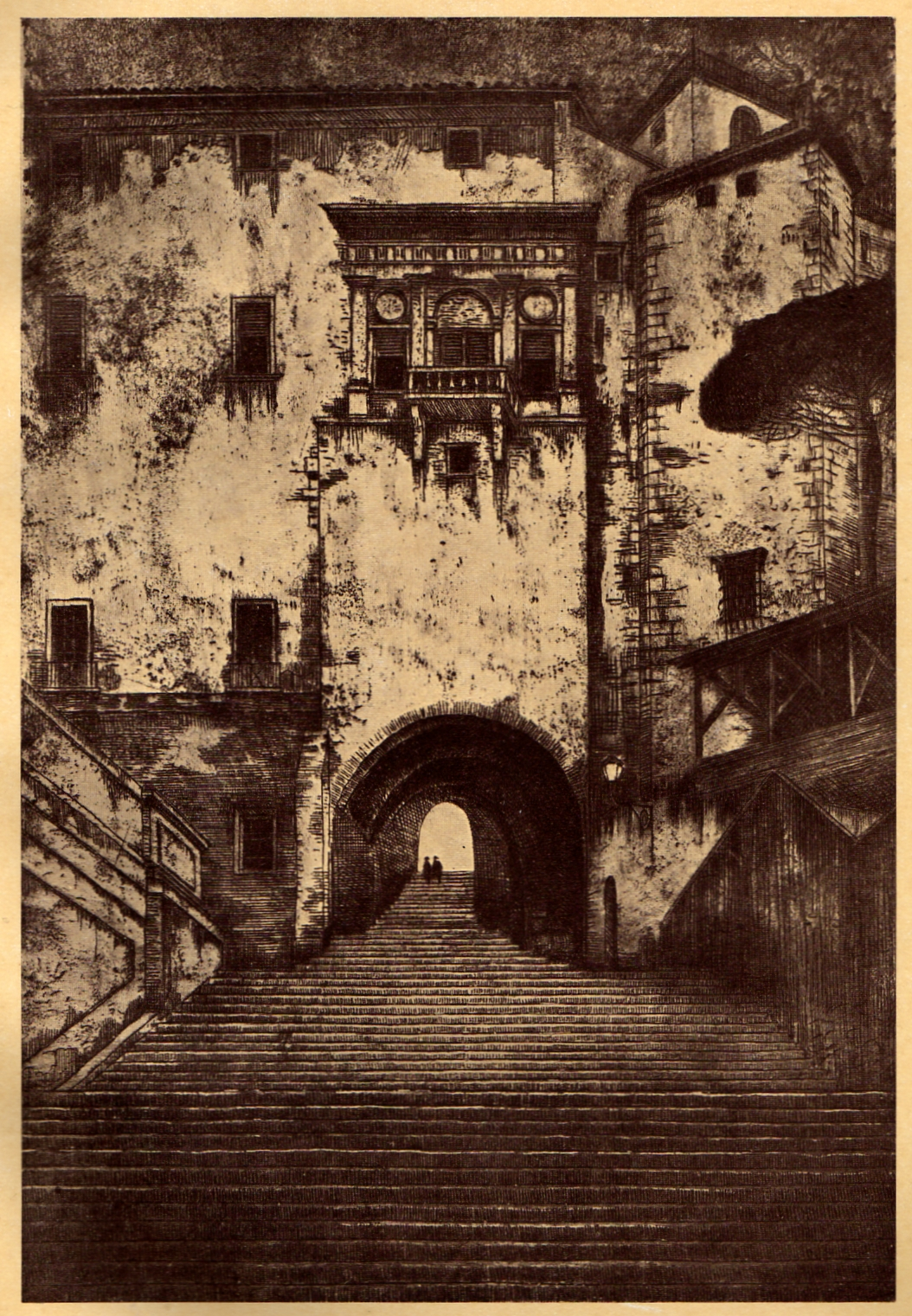
Grabado de Via Cavour (palacio de la torre Borgia en vía San Francesco di Paola), Roma, uno de las que realizó en su viaje de estudio

Esta sección se basa en "Architecture of Moscow Moderne", obra de M. V. Naschókina
El estilo temprano de Fomín estaba relacionado con el Jugendstil austríaco y de Schechtel. Su primer y más notable trabajo fue la mansión Wilhelmina Reck en Skatertny Lane. El edificio está modelado libremente según el estudio Elvira de August Endell (1896, destruido en 1944); en lugar de los motivos marinos de Endell, Fomín decoró su obra con flores de yeso e inserciones de mayólica. Los mismos motivos florales se utilizaron en las puertas de hierro. El edificio aún se conserva, aunque reconstruido hasta quedar irreconocible.
Fomín continuó trabajando para la familia Reck, patrocinadora del Art Nouveau. En 1902-1903, junto con I. Ye. Bondarenko y F. O. Schechtel, organiza en Moscú la «Exposición de Arte y Arquitectura de Nuevo Estilo», mostrando sus trabajos en diseño de interiores. Fomin contrató a fabricantes de muebles, fundiciones y plantas de cerámica de primer nivel para sus propios diseños, pero también expuso obras de otros artistas invitados como Charles Rennie Mackintosh, Joseph Maria Olbrich, Koloman Moser y algunos rusos. Fomín se estableció como un promotor del Art Nouveau. Sin embargo, sus intentos de forjar una "nueva" comunidad de arquitectos fracasaron. En 1902, fundó la Universidad de Construcción en Moscú, con una clase separada para mujeres.

## Neoclasicismo (1903-1917)

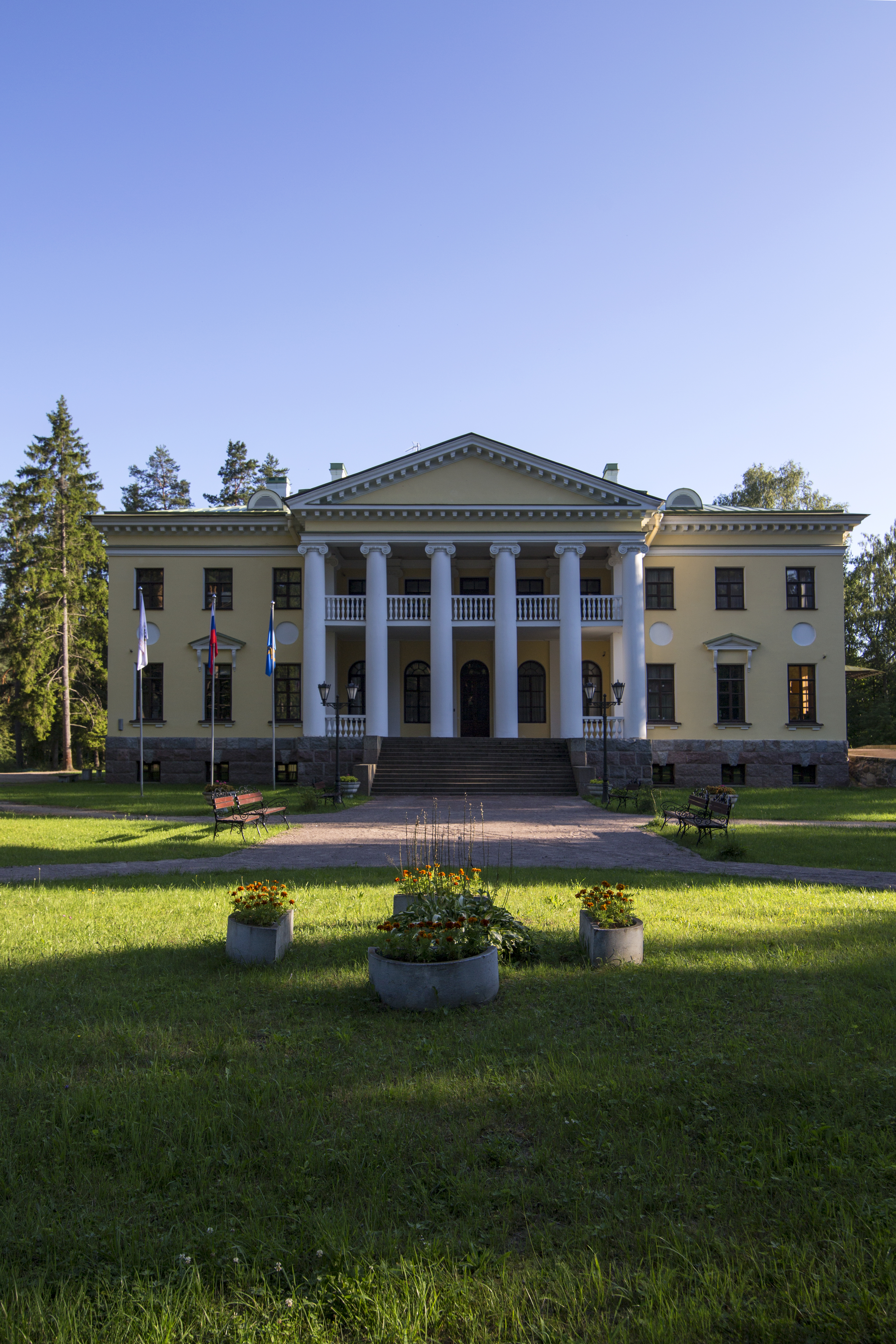
Casa señorial en estilo neoclásico para el príncipe A. G. Gagarin (1912-1913)

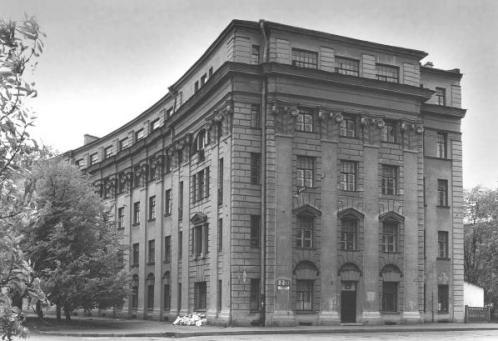
Novy Peterburg, edificio terminado, 1914

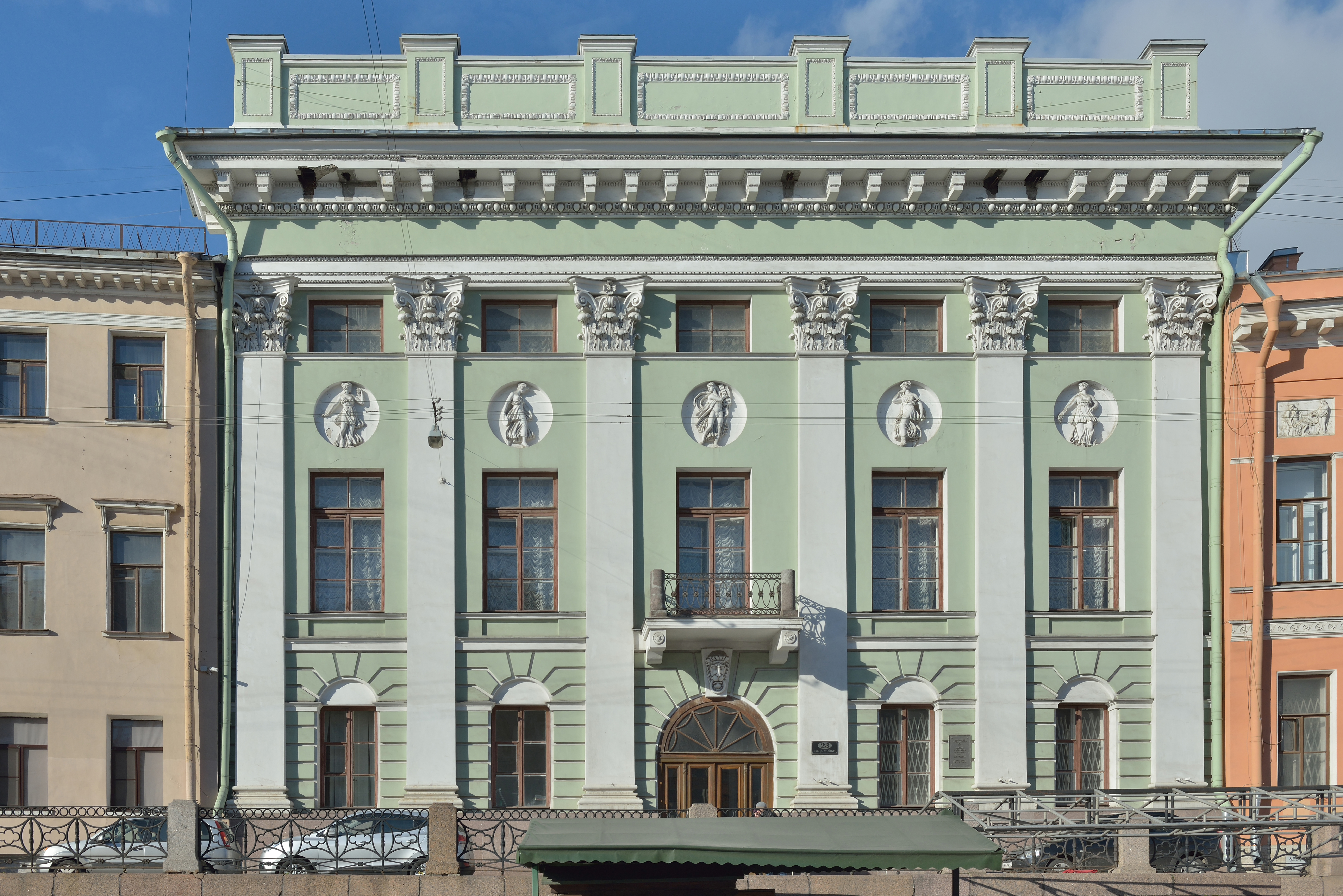
Casa del Príncipe S. Abamelek-Lázarev (1913-1914), vista desde el río Moika en San Petersburgo.

El giro de Fomín hacia el neoclasicismo se remonta a 1903, cuando se postuló al concurso para la finca del conde Volkonsky con un borrador neoclásico.  En 1904, apareció en la revista Mir Iskusstva (Mundo del Arte) con una declaración de programa comprometiéndose con el legado arquitectónico imperial de Catalina y Alejandro I. «En estos días todo el mundo quiere ser individual, inventarse el suyo, y al final no vemos ni un estilo dominante, ni rastro de quien finalmente pueda crearlo». Fomin adquirió una sólida reputación, pero aún no tenía una licencia de arquitecto. En 1905, regresó a San Petersburgo para completar en la Academia de las Artes un curso académico. En 1909, presentó una composición sobre el tema "Kurhaus en Minerálnye Vody" (taller de Leon Benois) al concurso de la Academia de las Artes y recibió el título de artista-arquitecto. Se le concedió un viaje de estudio de un año al extranjero, a Grecia, Egipto e Italia, durante el cual realizó una importante serie de grabados.
En ese momento, el revival neoclásico se convirtió en el estilo líder en San Petersburgo y en el más avanzado tecnológicamente. Los bancos y los grandes almacenes, que favorecían el estilo, podían permitirse una estructura de acero y suelos de losas de hormigón. Una combinación de dinero y tecnología permitió la mezcla de columnas y arcos clásicos con grandes superficies de vidrio.
Fomín creía en una idea universal que uniera a todos y en un estilo arquitectónico que pudiera servirle. En 1908 se incorporó a un equipo de científicos en la preparación de la publicación de un trabajo sobre la historia del arte ruso, encabezado por I.E. Grabar. Promovió las exposiciones de la Academia en «Historia del arte ruso» (1909) e «Historia de la arquitectura» (1911), tan vigorosamente como lo hizo con sus exposiciones de Art Nouveau. Fomin fue un firme defensor de la preservación de los edificios y dirigió una campaña contra la conversión de mansiones históricas en edificios de apartamentos de alquiler.
Fomín completó en 1911-1914 numerosas renovaciones interiores en San Petersburgo, y dos nuevos edificios (mansión Pólovtsov en la isla Kámenni y mansión del príncipe Abamelek-Lázarev (terraplén del río Moika 23).) En los mismos años diseñó la casa de Obolenski en el lago Saimaa y la casa de A.G. Gagarin en la finca Jolomkí en el óblast de Pskov.
En 1912, según diseños de Fomín, se construyeron monumentos a los soldados rusos caídos en 1812: unos obeliscos en Vítebsk y Borísov y una columna en Vawkavysk.
El proyecto más grande de Fomín, la reconstrucción de la isla Golodái, fue interrumpido por el estallido de la Primera Guerra Mundial, o se materializó del todo. En 1911, una compañía de inversiones británica compró la parte oriental de la isla Golodái, un lote de 1 km² para la construcción de una zona residencial para la clase media e invitó a Iván Fomín y Fiódor Lidval a diseñarla. Fomin quería recrear los monumentales clásicos imperiales en una comunidad de clase media y propuso realizar una gran composición de conjunto en el estilo de Palladio, llamado Novy Peterburg ("Nuevo Petersburgo"). Antes del estallido de las hostilidades en 1914, según el proyecto de Fomín, se completaron dos edificios semicirculares (n.º 2 y 10 a lo largo del actual carril Kajovski), su alumno, el arquitecto E. Stalberg, participó en el trabajo. Un edificio, una escuela en la calle Kajovski, se conservan hoy.
El 26 de octubre de 1915, la Asamblea Académica eligió a Fomín académico de arquitectura «por la fama en el campo artístico».

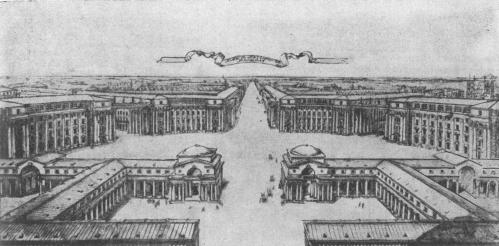
«Nuevo Petersburgo», perspectiva, 1912
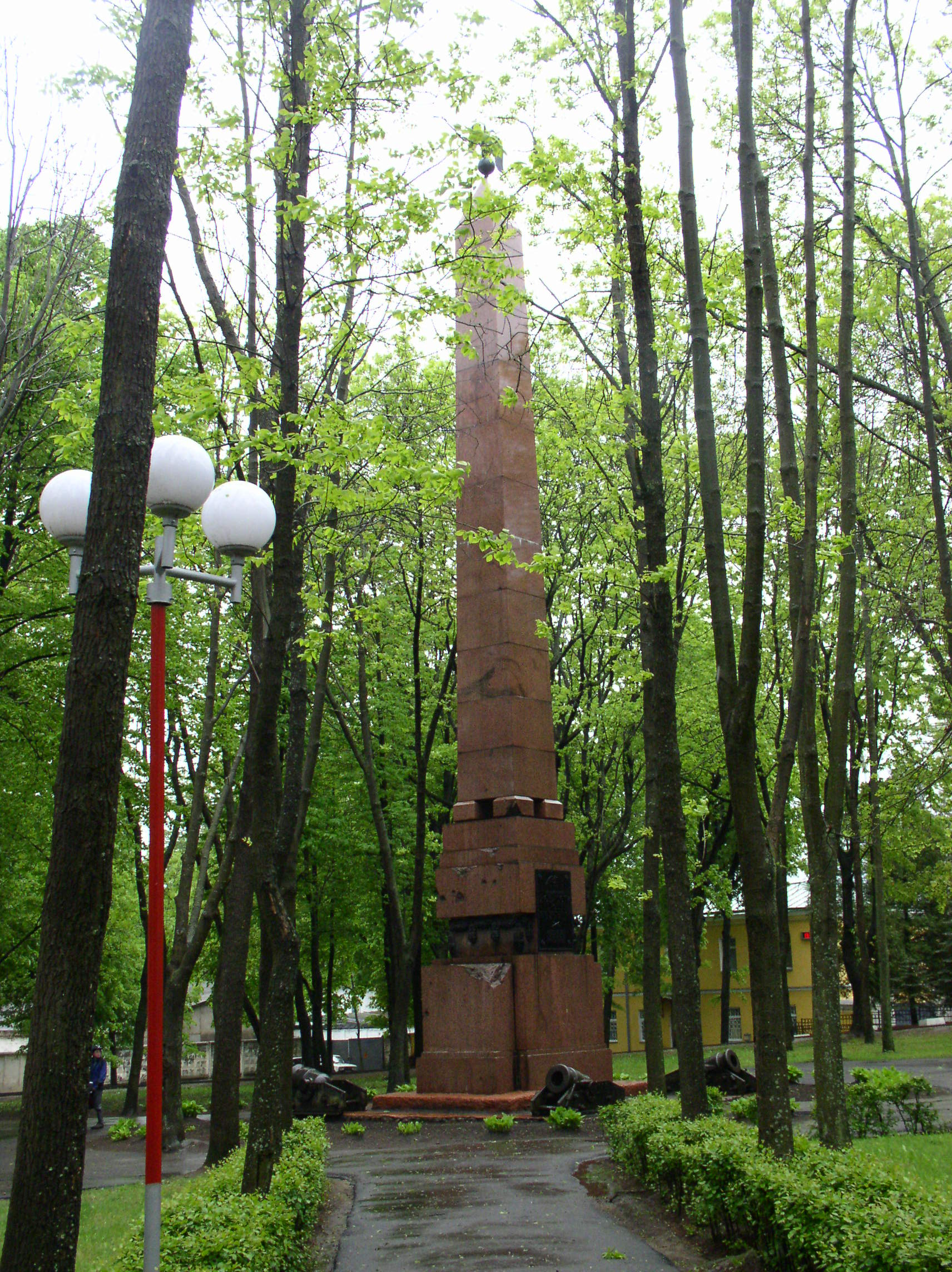
Obelisco en Vítebsk, 1912
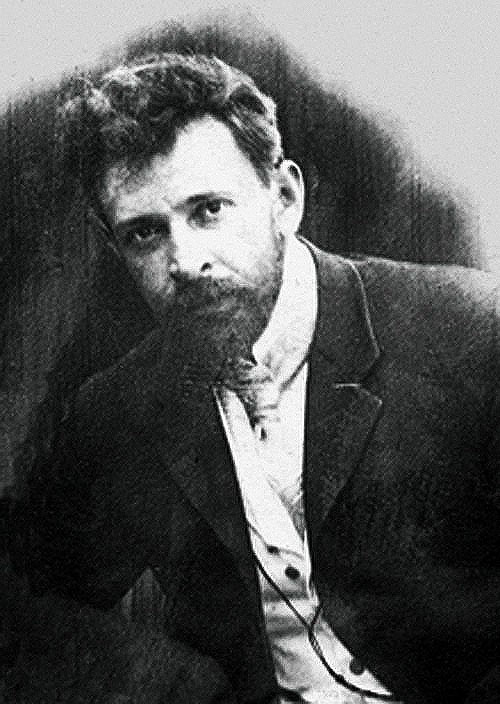
Iván Fomín, 1915

## Años revolucionarios (1918-1929)

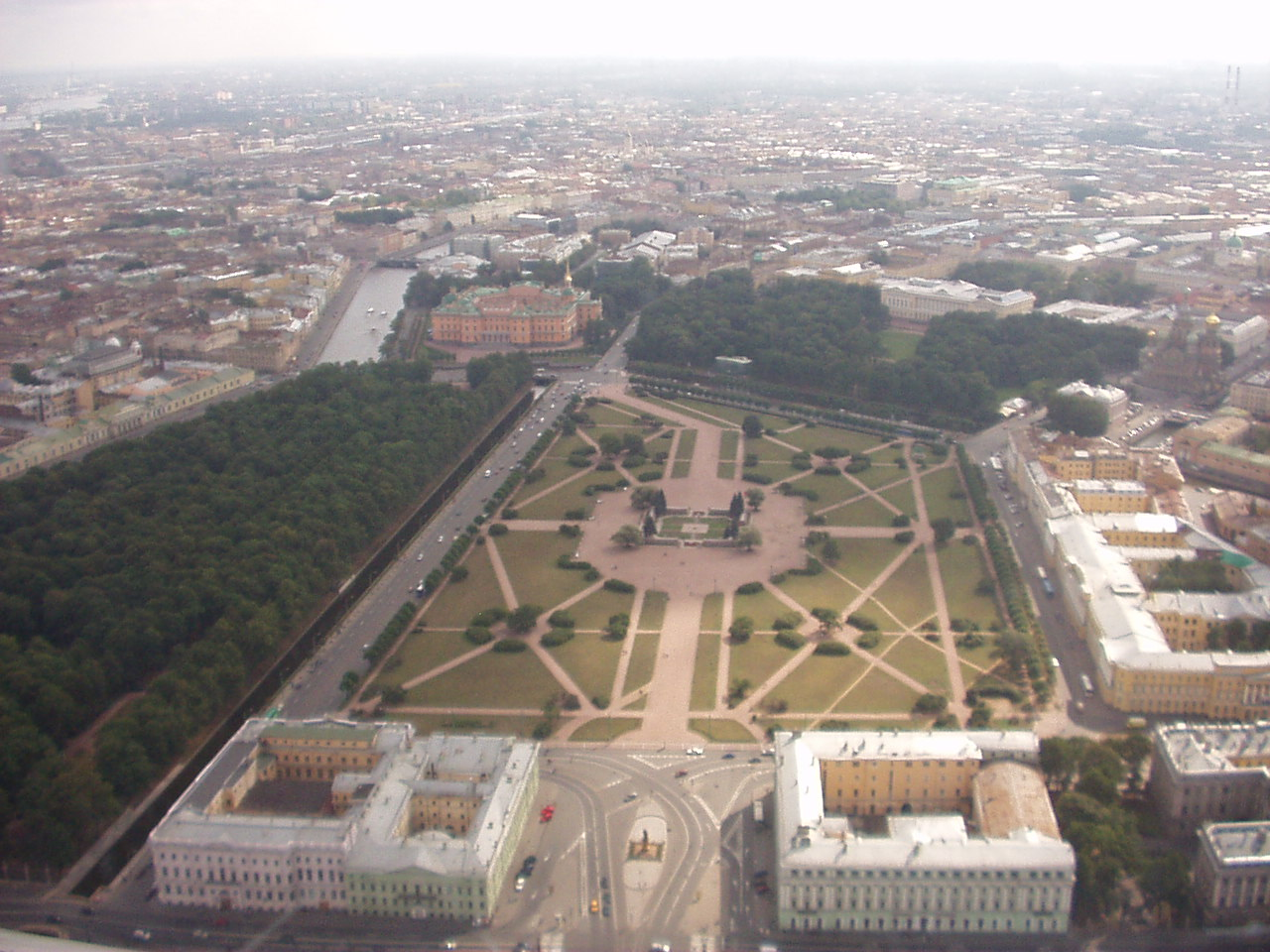
Campo de Marte (1920-1923)

En 1918, Fiódor Lidval se fue a Suecia. Fomin se quedó en San Petersburgo. La Guerra Civil Rusa detuvo toda nueva construcción; los pocos trabajos arquitectónicos se concentraron en la propaganda monumental y el urbanismo. De febrero de 1918 a septiembre de 1929, enseñó en la Facultad de Arquitectura de los Talleres Artísticos y Educativos Libres del Estado de Petrogrado (VJUTEÍN), luego el Instituto Superior Artístico y Técnico de Leningrado (antes Academia Imperial de las Artes). Fueron estudiantes de I. A. Fomín en diferentes años: P. V. Abrósimov, A. I. Gegello, E. A. Levinson, O. L. Lyalin, M. A. Minkus, V. O. Munts, L. M. Polyakov, I. E. Rozhin, L. V. Rúdnev, N. A. Trotsky, M. A. Shepilevsky y E. E. Stalberg.
Fomin formó a una nueva generación de arquitectos en el VJUTEÍN, al mismo tiempo que desarrolló su propio concepto de clasicismo proletario. Afirmaba que una arquitectura universal debía tomar prestados principios esenciales del clasicismo, pero que los detalles del clasicismo no eran lo importante. Como resultado, el nuevo orden arquitectónico se podía simplificar a un conjunto lacónico de elementos básicos, no limitado por proporciones estrictas. Aunque el hormigón armado era para Fomín un medio de crear nuevas posibilidades constructivas, creía no obstante que «la carne hecha de ladrillo y piedra debía colocarse sobre un esqueleto fuerte de hormigón armado; esta decoración es nuestro lenguaje arquitectónico». Transformando la decoración del orden en formas modernas de "dórico rojo", Fomín llega a la conclusión de que los requisitos para la composición de los edificios altos modernos se cumplían con una columna pareada sin bases ni capiteles, con ausencia del entablamento tradicional y ausencia de planos de pared (ya que la apertura de la ventana comienza directamente desde la columna). En la práctica, como todas las teorías, funcionó para los buenos arquitectos (como el propio Fomin) pero no pudo ayudar a imitadores mediocres.
Las primeras obras de Fomín durante el período soviético fueron el proyecto del Palacio de los Trabajadores del Distrito Moscú-Narva (1919) y el proyecto para el concurso del crematorio en Petrogrado.
En el verano de 1920, Fomín logró asegurarse la presidencia de la Comisión de Zonificación de Petrogrado (San Petersburgo) y trabajó en la decoración de la isla Kámenni y creó un proyecto para la planificación y paisajismo del Campo de Marte (1920-1923). En el mismo período, Fomín participó activamente en el trabajo de diseño sobre la planificación de Petrogrado.
En la primera década soviética, Fomín completó proyectos de concurso para la construcción de la sociedad Arkos en Moscú (1924), la Casa de los Soviets en Briansk (1924) y el Banco Industrial en Sverdlovsk (1925). Según sus diseños, se levantaron los edificios del Instituto Politécnico Frunze (el edificio principal, la facultad obrera, los edificios químicos y bibliotecarios; 1927) y la biblioteca científica en Ivánovo-Voznesensk, el sanatorio Udárnik en Zheleznovodsk (1928) y la Casa del Consejo de Comisarios del Pueblo de la República Socialista Soviética de Ucrania en Kiev (1937).

## Los últimos años (1929-1936)

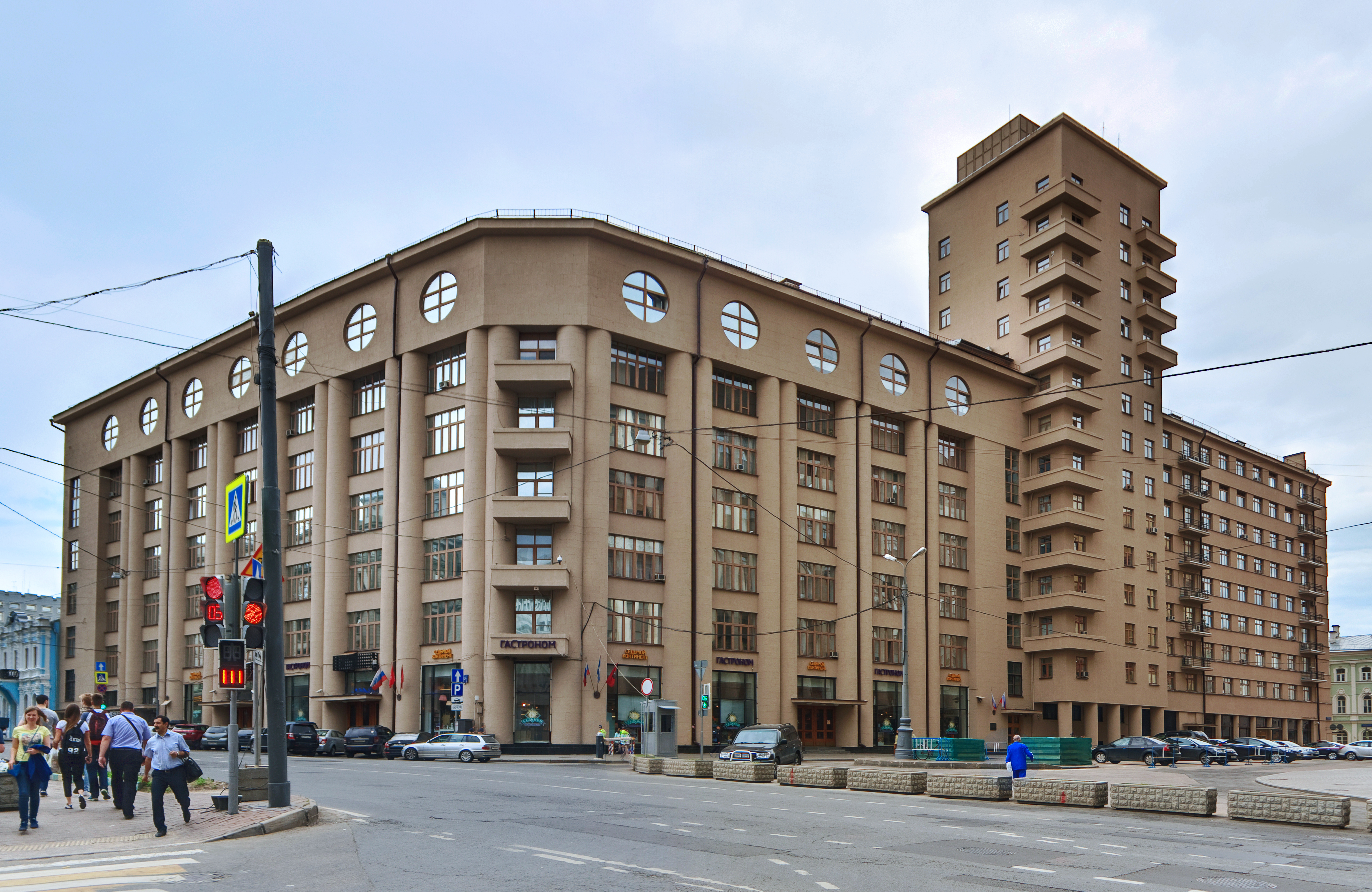
Casa de la sociedad "Dynamo" (1928-1930) en Moscú

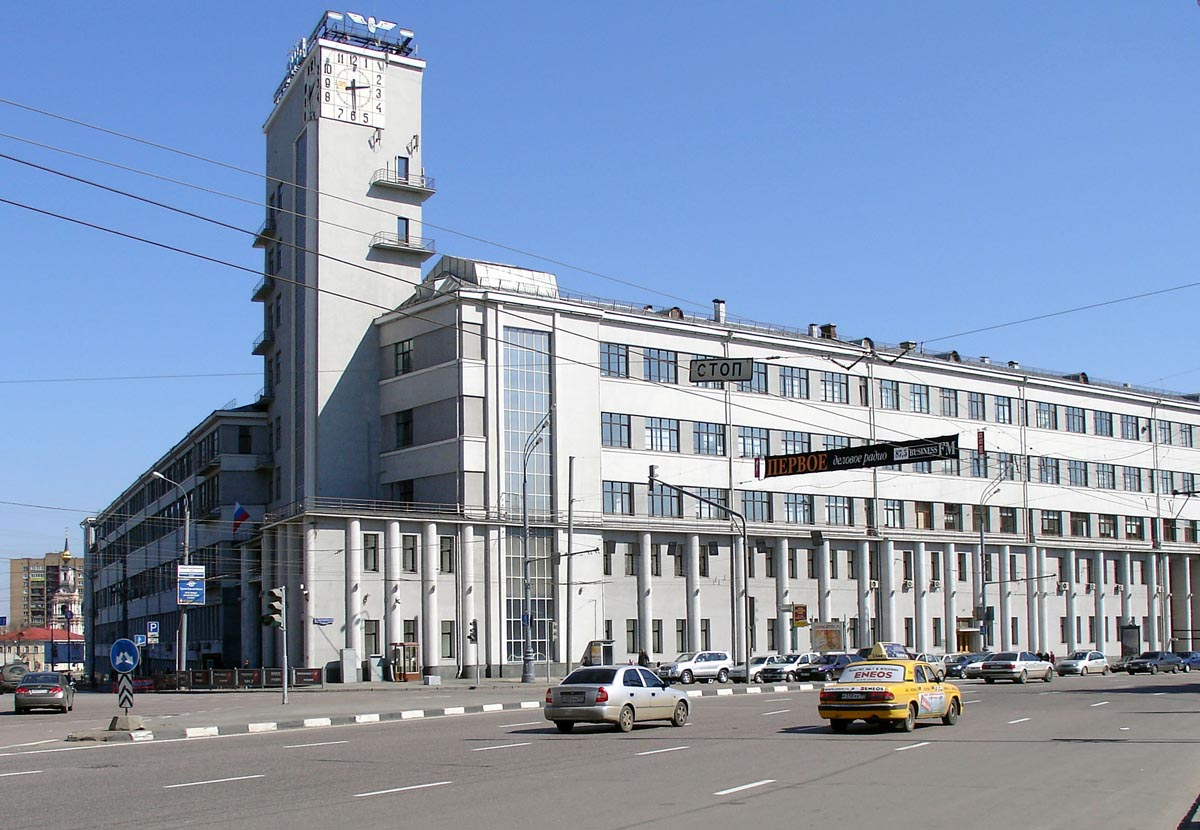
Ministerio de Ferrocarriles (construcción de motores de tanques) fue el experimento de Fomín con la arquitectura constructivista, 1930

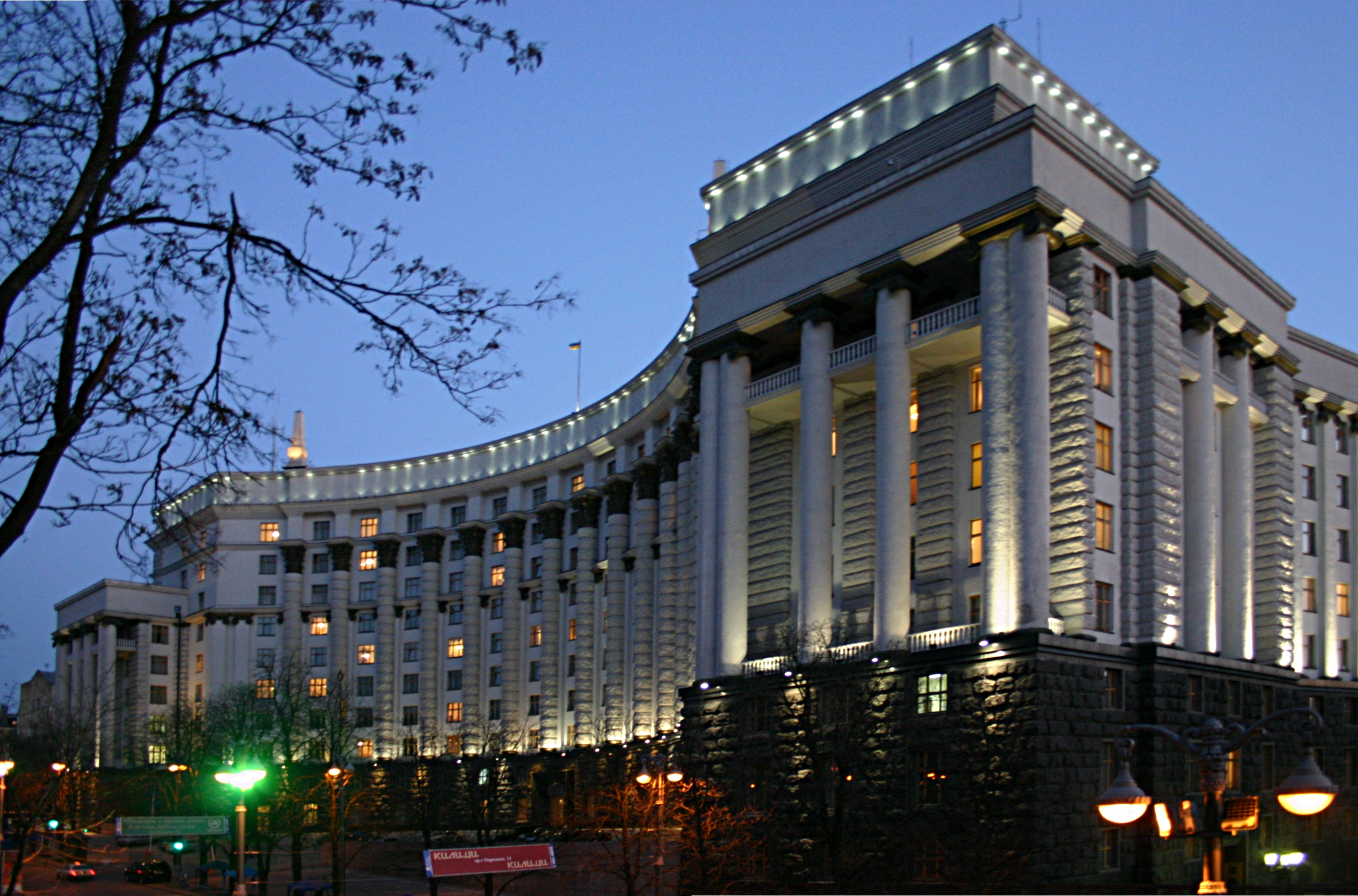
Edificio sede del Gobierno de Ucrania, Kiev ((1934-1936, completado en 1938 por P.V. Abrosimov))

En 1929,  Fomín se trasladó de Leningrado a Moscú. Aquí, de acuerdo con sus diseños, se construyeron una tienda por departamentos y un edificio residencial de la sociedad Dynamo, con sus fachadas hacia la calle Dzerzhinsky, Furkasovsky Lane y Málaya Lubyanka (1928, coautor A. Ya. Langman), un experimento a medio camino entre el arte moderno y su propio neoclasicismo. El edificio, con estructura de acero y pisos de losas de hormigón, parece un objeto industrial, pero las columnas emparejadas, marca registrada de Fomín, delatan su origen clásico. También realizó un nuevo edificio del edificio Mossovet con vistas a la calle Stankévich (1928, coautor G.K. Oltarzhevsky), el edificio del Comisariado del Pueblo de Ferrocarriles en la Puerta Roja (1930). En todos estos edificios hay una marcada influencia del constructivismo.
Después de que el pleno de junio de 1931 del Comité Central del Partido Comunista de la Unión Soviética (bolchevique) adoptó decisiones sobre la «reestructuración de la arquitectura soviética», la vida arquitectónica en la Unión Soviética cambió fundamentalmente, quedando bajo el control total de la dirección del partido superior y personalmente de Stalin. Los primeros años de la década de 1930 fueron la era de los "proyectos en papel", durante la cual hubo una aclaración de los requisitos de la dirección de la arquitectura. Durante ese período, Fomín creó proyectos para una serie de grandes edificios públicos: el palacio-museo de equipos de transporte, la estación de tren de Kursk en Moscú, el teatro del Ejército Rojo. Todos esos proyectos se caracterizan por una atención exagerada a la decoración exterior, introducen elementos del estilo clásico como pórticos, rotondas y arcadas y en su diseño se utilizan esculturas y relieves.
En 1933, cuando todos los arquitectos de Moscú fueron asignados a los talleres Mossovet 20, Fomin recibió una oferta para dirigir el Taller de Diseño n.º 3  del Ayuntamiento de Moscú. Las obras posteriores de Fomin, realizadas conjuntamente con sus estudiantes, son proyectos de concurso del teatro en Asjabad (1934), el edificio del Comisariado del Pueblo para la Industria Pesada en la Plaza Roja (1934), la ciudad de la Academia de Ciencias de la URSS en Moscú (1934, coautores), el sanatorio de la Comisión de Asistencia a los Científicos en Sochi (1935, coautor L.M. Polyakov)
Fomin participó en todos los principales concursos de arquitectura de su tiempo:
- 1932-1934: Terminal ferroviaria de Kursky
- 1932-1933: Palacio de los Soviets
- 1934: Narkomtiazhprom
- 1934: Primera etapa del metro de Moscú.

Ganó y completó uno de los trabajos de Metro. El Palacio de los Soviets fue ganado por Borís Iofán, la construcción comenzó con una enorme publicidad pero fue terminada por el ataque alemán de 1941. Sus otros dos concursos no fueron más allá de los borradores de las propuestas.
A diferencia de Iván Zholtovski, quien se abstuvo del humilde trabajo en las estaciones de metro, Fomín se unió con entusiasmo al concurso por el Metro. Compitió en 1934 el Krasniye Vorota (Puertas rojas) contra el antiguo constructivista Iliá Gólosov, cuya entrada parecía ser un verdadero clásico griego dórico. Desafortunadamente para Gólosov, las condiciones geológicas extremadamente duras requirieron pilonas de apoyo pesadas y anchas. Su buen borrador no era factible para la tecnología de 1935, dando paso al simple diseño de granito rojo de Fomín, un tributo a las antiguas Puertas Rojas, demolidas en 1932. Esta estación se abrió al público en 1935, mientras Fomín estaba vivo. Diseñó una estación más, Teatrálnaya (luego Plóschad Sverdlova, plaza Sverdlov), que fue completada dos años después de su muerte por L. M. Polyakov.

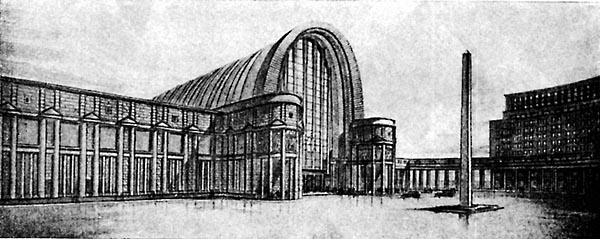
Participación en el concurso de la terminal ferroviaria de Kursky, 1933
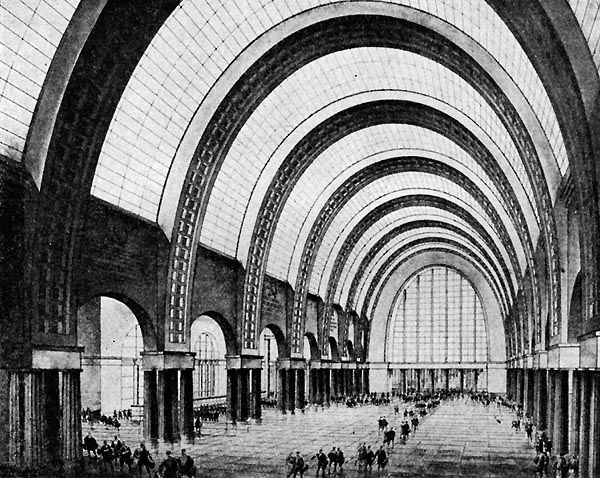
Terminal ferroviaria de Kursky, vestíbulo principal - participación en el concurso, 1933
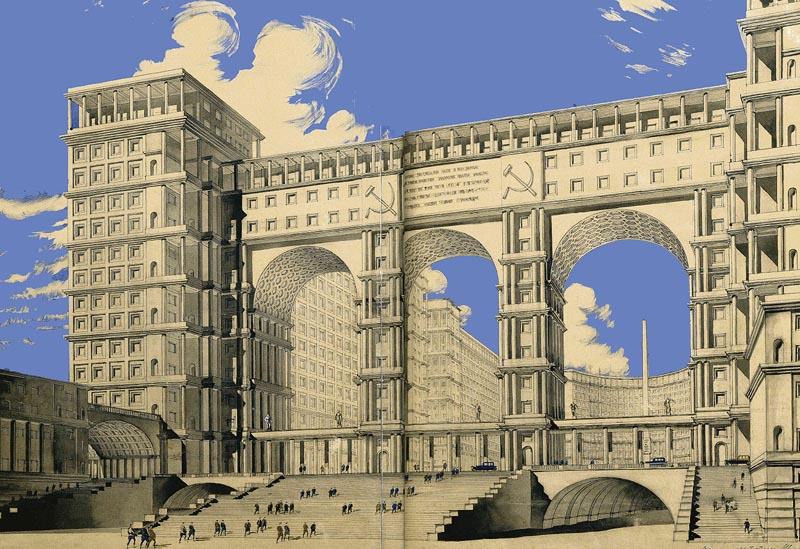
Participación en el concurso Narkomtiazhprom, 1934
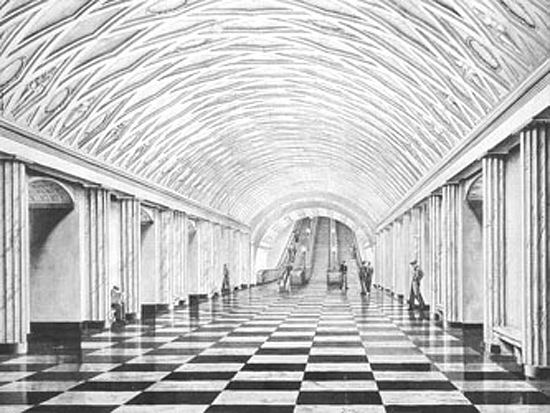
Proyecto para Teatrálnaya  (1936)

Su último proyecto sobre el terreno fue el edificio en Kiev del Consejo de Comisarios del Pueblo de la República Socialista Soviética de Ucrania (hoy sede del Gobierno de Ucrania). Recibió la aprobación para su construcción en 1934. Este edificio de 10 pisos, el primer ejemplo del verdadero estilo imperial de Stalin, fue aclamado como «la» forma de construir y generó numerosas imitaciones. Una característica peculiar es el adorno en forma de edredón,  textura rusticada, en las columnas de gran orden, con bases y capiteles, que cubren siete pisos de este edificio. Fomín sabía muy bien que una columna desnuda de 25 metros no parecería natural; la colcha calienta una forma que de otro modo sería aburrida. Los capiteles de las columnas también se diferencian de sus prototipos corintios: a esa altura, razonó, se perderían los finos detalles griegos, por lo que simplificó y amplió las hojas de su adorno. Fue completado en 1938 por P.V. Abrósimov.

## Legado

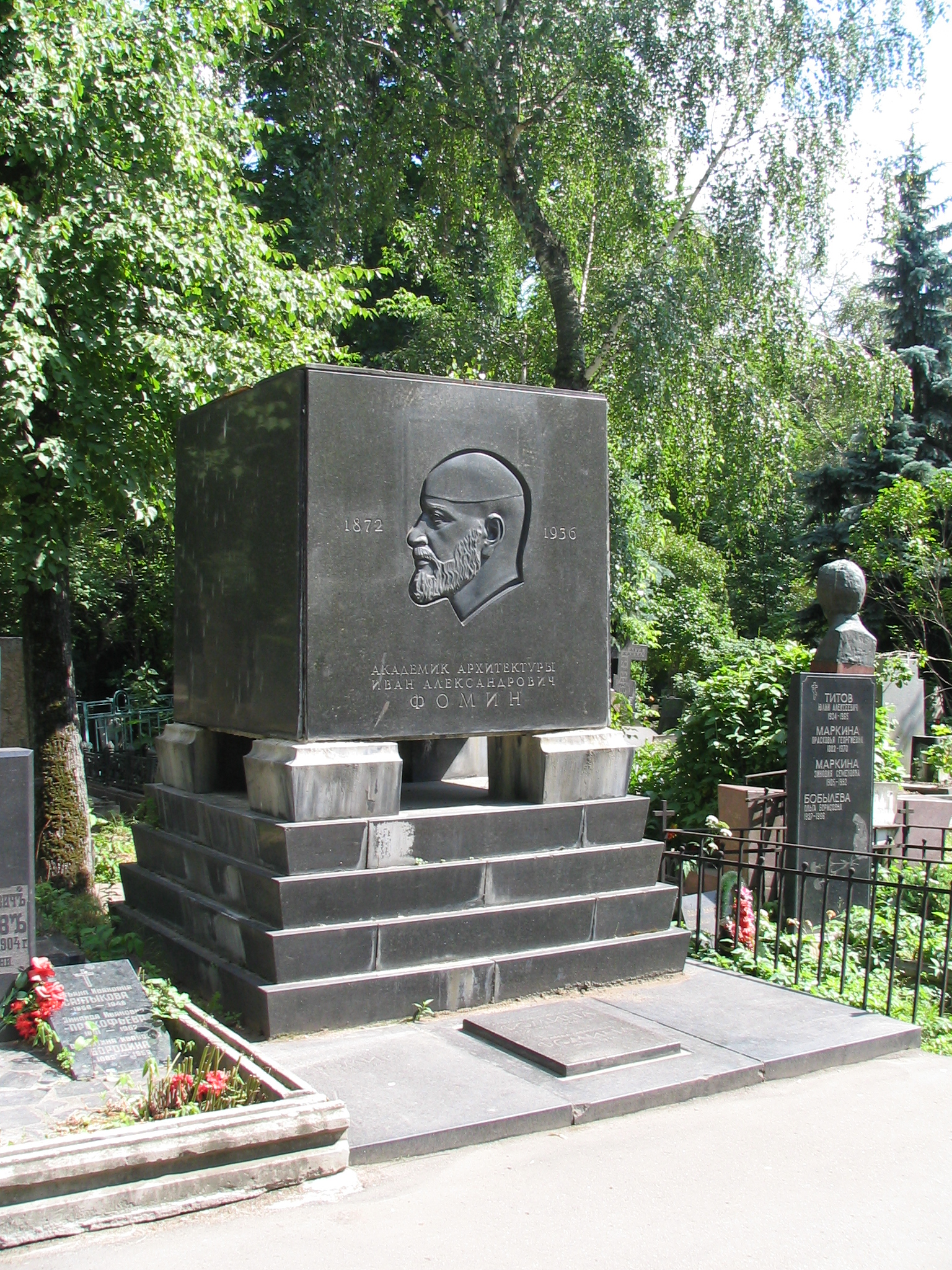
Tumba en el cementerio Novodévichi, obra de Georgi Iwanowitsch Motowilow

Fomin murió de un derrame cerebral repentino en 1936 y fue enterrado en el cementerio Novodévichi. Otros arquitectos completaron el Teatralnaya y el edificio del Gobierno de Ucrania. Después de la Segunda Guerra Mundial, el edificio del Gobierno de Ucrania se convirtió en un elemento básico de los libros de texto soviéticos sobre arquitectura, un modelo del Imperio de Stalin.
El hijo de Fomín, Ígor Ivánovich Fomín (nacido en 1904) también se convirtió en arquitecto y trabajó principalmente en San Petersburgo. Un constructivista a sus veinte años, más tarde completó varios proyectos estalinistas como el distrito residencial Schemilovka y la estación de metro Ploschad Vosstania. La similitud de las iniciales (I.I. Fomín vs. I.A. Fomín) confunde con frecuencia a los periodistas.
El estudio y museo de Fomín en Moscú (en el callejón trasero de Prospect Mira, 52, donde había vivido en el apartamento 43) estaba programado para ser demolido por la ciudad de Moscú en el verano de 2006; los conservacionistas están luchando por salvar el edificio conmemorativo.

## Edificios

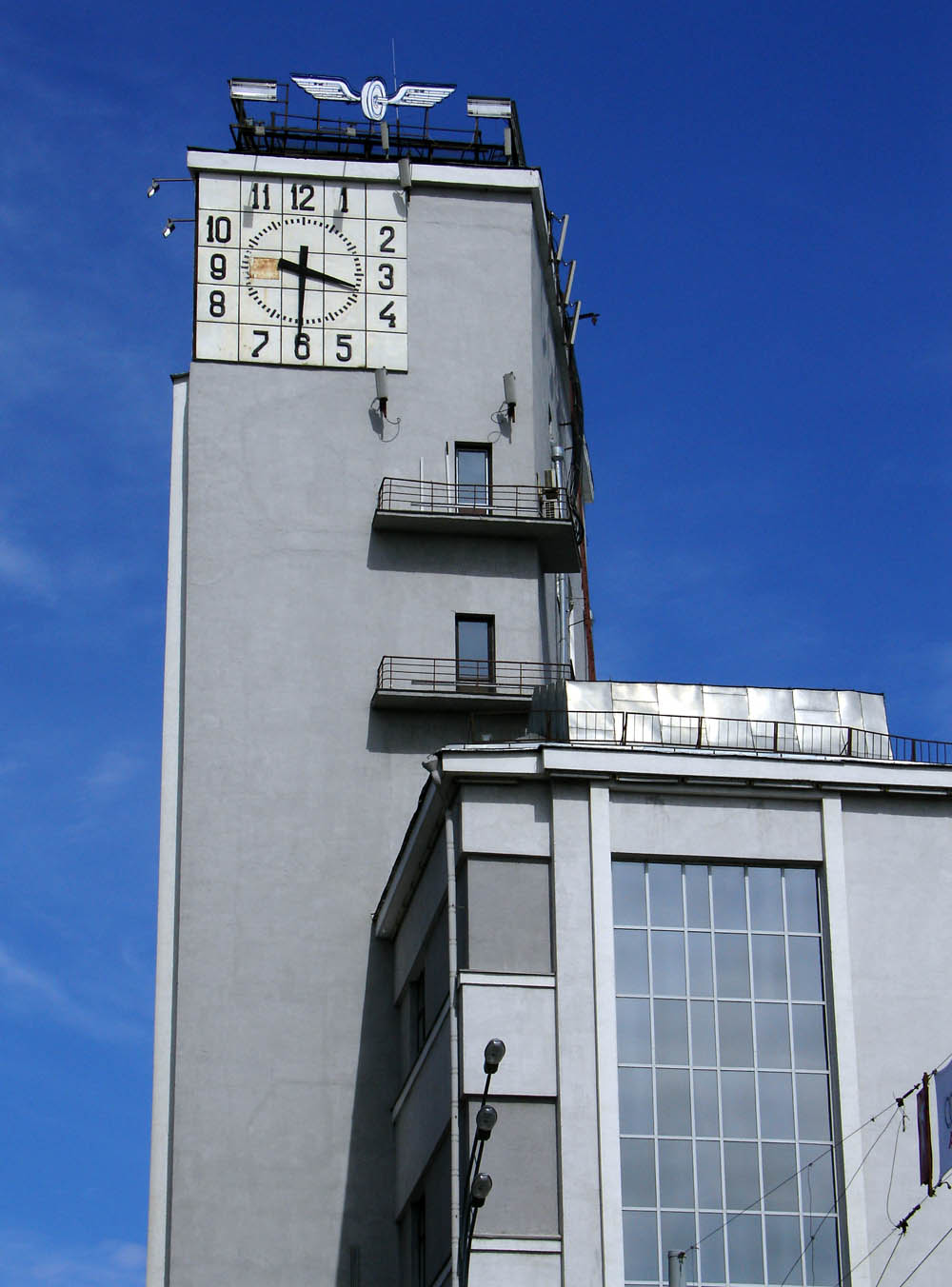
Edificio del NKPS, Comisariado de Ferrocarriles (1930) en Moscú

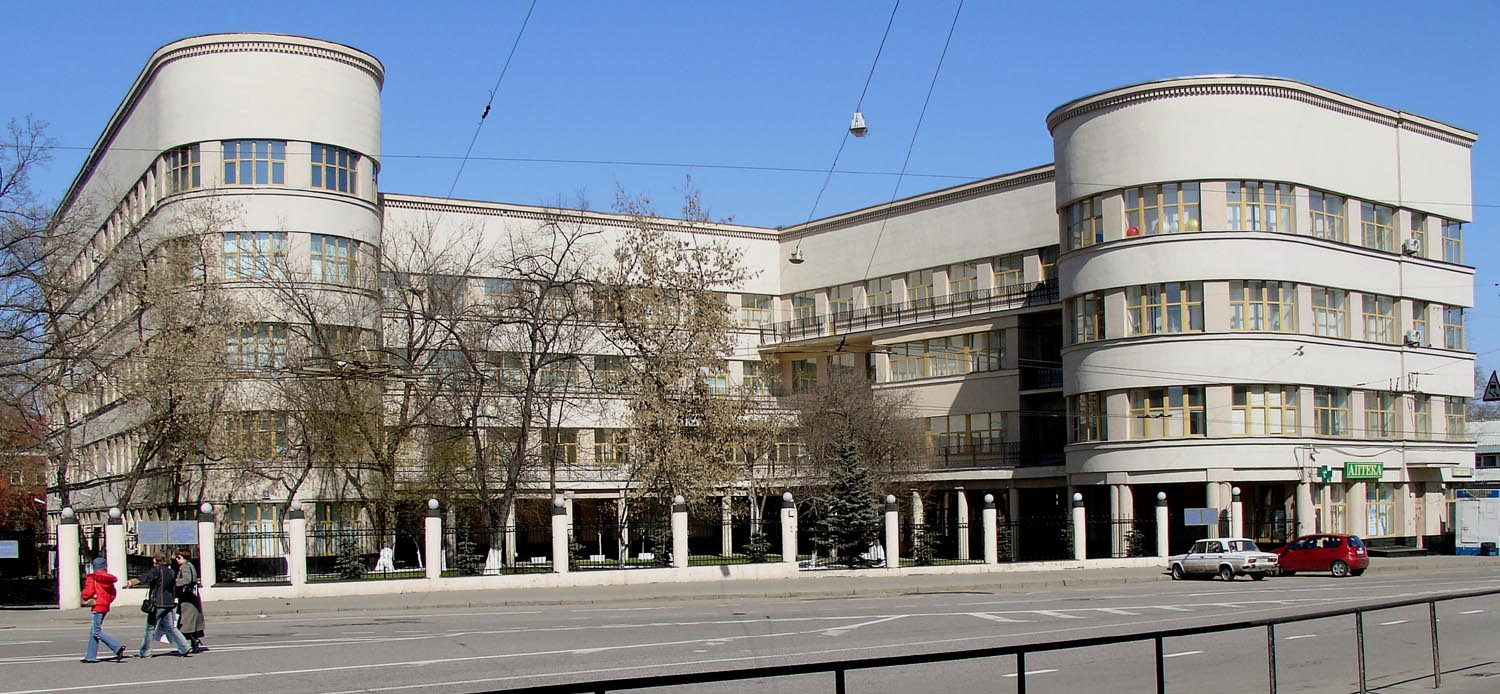
Clínica del Comisario de Ferrocarriles (1933-1936) (Moscú, Basmannaya)

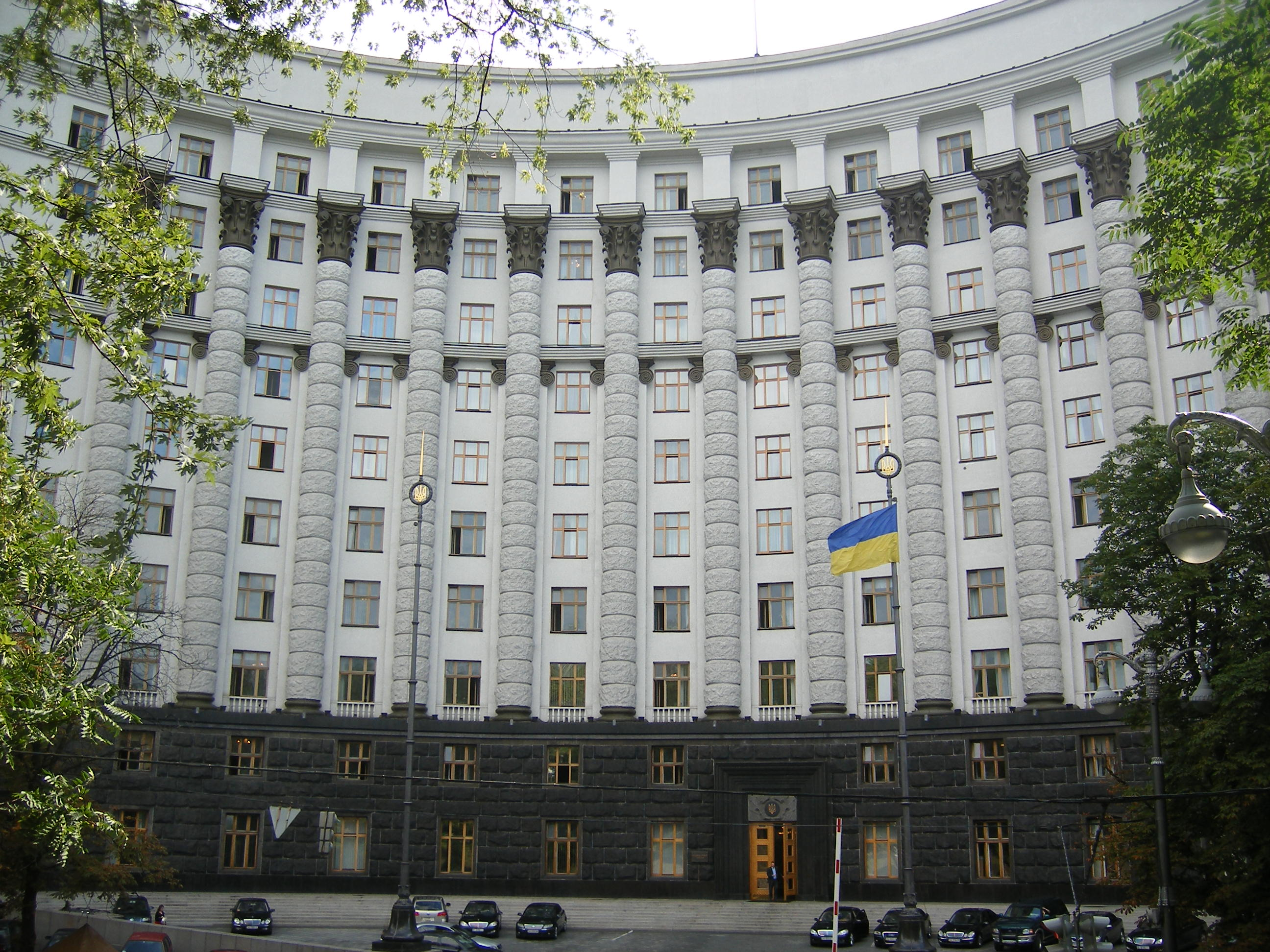
Edificio sede del Gobierno de Ucrania, Kiev ((1934-1936)

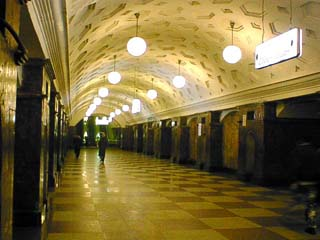
Metro «Krasnye Vorota» (1935)

- 1900: Mansión Wilhelmina Reck (Moscú, Skatertny Lane, 25)

- 1900-1902: Teatro de arte de Moscú (aprendiz de Schechtel)
- 1909-1911: Mansión Shajovskaya, interiores (San Petersburgo, Fontanka embankment, 27)
- 1910: Finca Jolomkí de la familia Gagarin, Óblast de Pskov
- 1911-1913: Mansión Pólovtsov (San Petersburgo, Srednei Nevki Embankment, 6)
- 1911-1914: Novy Peterburg (desarrollo de la isla Golodái (ahora isla de los Decembristas)), concepto, planificación, arquitecto principal
- 1912: Edificio de apartamentos Novy Peterburg (Kakhovsky Lane, 10)
- 1912-1914: Edificio de apartamentos Novy Peterburg (Kakhovsky Lane, 2, terminado en 1927)
- 1912: Tumba de Leonid Matsievich (San Petersburgo, Alexander Nevsky Lavra)
- 1912: Edificio Ratkov-Rozhnov building, interiores (San Petersburgo, Dvortzovaya Embankment, 8)
- 1912-1913: Mansión Ratkov-Rozhnov, interiores (San Petersburgo, Moika Embankment, 86)
- 1912-1913: Mansión Gólubev, interiores (San Petersburgo, Bolshoy Prospect, 10)
- 1913: Mansión Neidgardt, interiores (San Petersburgo, Zacharievskaya, 31)
- 1913-1914: Mansión Vorontsov-Dáshkov, interiores (San Petersburgo, Mokhovaya 10)
- 1913-1914: Mansión Abamelek-Lazarev (San Petersburgo, Moika Embankment, 23)
- 1914: Portal, "Cafe de Paris" (San Petersburgo, Bolshaya Morskaya 16)
- 1913: Obeliscos y linternas, Puente Lomonosov (San Petersburgo)
- 1920-1923: Jardinería y paisajismo del Campo de Marte,
- 1927: Sanatorio de Udarnik (Zheleznovodsk)
- 1929: Instituto Químico (Ivanovo, concepto, realizado por A.I.Pavin 1930-1937, fotografía)
- 1928-1930: Edificio Dynamo Archivado el 25 de febrero de 2009 en Wayback Machine. (Moscú, calle Lubyanka)
- 1929-1930: Edificio de Mossovet (Moscú)
- 1930: Edificio de estudio propio (Prospect Mira, 52, Moscú)
- 1930: Comisariado de Ferrocarriles (Дом МПС, Дом-Паровоз - The Tank Engine Building) (Moscú)
- 1933-1936: Clínica del Comisario de Ferrocarriles (Moscú, Basmannaya, ru_sovarch blog)
- 1935: Estación Krasnye Vorota, Metro de Moscú
- 1934-1936: Edificio del Gobierno de Ucrania (Kiev, completado en 1938 por P.V. Abrosimov)
- 1936: Estación Teatralnaya, Metro de Moscú (terminada en 1938)